# Edward Tufte
Edward Rolf Tufte (Kansas City, 1942) é professor emérito de estatística, design gráfico, e economia política na Universidade de Yale, além de ser um dos mais importantes especialistas em infografia. O trabalho de Tufte é especialmente importante para as áreas de design de informação e leitura visual, e lida com a comunicação visual da informação.

## Obras principais
- 1983: The Visual Display of Quantitative Information (pictures of numbers). ISBN 0-9613921-0-X
- 1990: Envisioning Information (pictures of nouns). ISBN 0-9613921-1-8
- 1997: Visual Explanations (pictures of verbs). ISBN 0-9613921-2-6
- 2006: Beautiful Evidence. ISBN 0-9613921-7-7
- 2020: Seeing With Fresh Eyes. ISBN 978-0-9613921-9-2.